# Marcus Masceranhas
Marcus Masceranhas (sinh ngày 16 tháng 4 năm 1987 ở Margao, Goa) là một cầu thủ bóng đá người Ấn Độ hiện tại thi đấu cho Sporting Clube de Goa ở I-League.

## Thống kê sự nghiệp

### Câu lạc bộ
Tính đến 21 tháng 12 năm 2013
| Câu lạc bộ          | Mùa giải            | Giải vô địch | Giải vô địch | Giải vô địch | Cúp     | Cúp       | Cúp      | AFC     | AFC       | AFC      | Tổng    | Tổng      | Tổng     |
| Câu lạc bộ          | Mùa giải            | Số trận      | Bàn thắng    | Kiến tạo     | Số trận | Bàn thắng | Kiến tạo | Số trận | Bàn thắng | Kiến tạo | Số trận | Bàn thắng | Kiến tạo |
| ------------------- | ------------------- | ------------ | ------------ | ------------ | ------- | --------- | -------- | ------- | --------- | -------- | ------- | --------- | -------- |
| Salgaocar           | 2012–13             | 7            | 3            | 1            | 0       | 0         | 0        | -       | -         | -        | 7       | 3         | 1        |
| Salgaocar           | 2013-14             | 2            | 0            | 0            | 0       | 0         | 0        | -       | -         | -        | 2       | 0         | 0        |
| Tổng cộng sự nghiệp | Tổng cộng sự nghiệp | 9            | 3            | 1            | 0       | 0         | 0        | 0       | 0         | 0        | 9       | 3         | 1        |